# Pedicularis annapurnensis
Pedicularis annapurnensis är en snyltrotsväxtart som beskrevs av Yamazaki. Pedicularis annapurnensis ingår i släktet spiror, och familjen snyltrotsväxter. Inga underarter finns listade i Catalogue of Life.